# Aricia latolimbo
Aricia latolimbo är en fjärilsart som beskrevs av Ruggero Verity 1927. Aricia latolimbo ingår i släktet Aricia och familjen juvelvingar. Inga underarter finns listade i Catalogue of Life.